# Aprostocetus microscopicus
Aprostocetus microscopicus är en stekelart som först beskrevs av Camillo Rondani 1877.  Aprostocetus microscopicus ingår i släktet Aprostocetus och familjen finglanssteklar. Inga underarter finns listade i Catalogue of Life.